# Czobor László

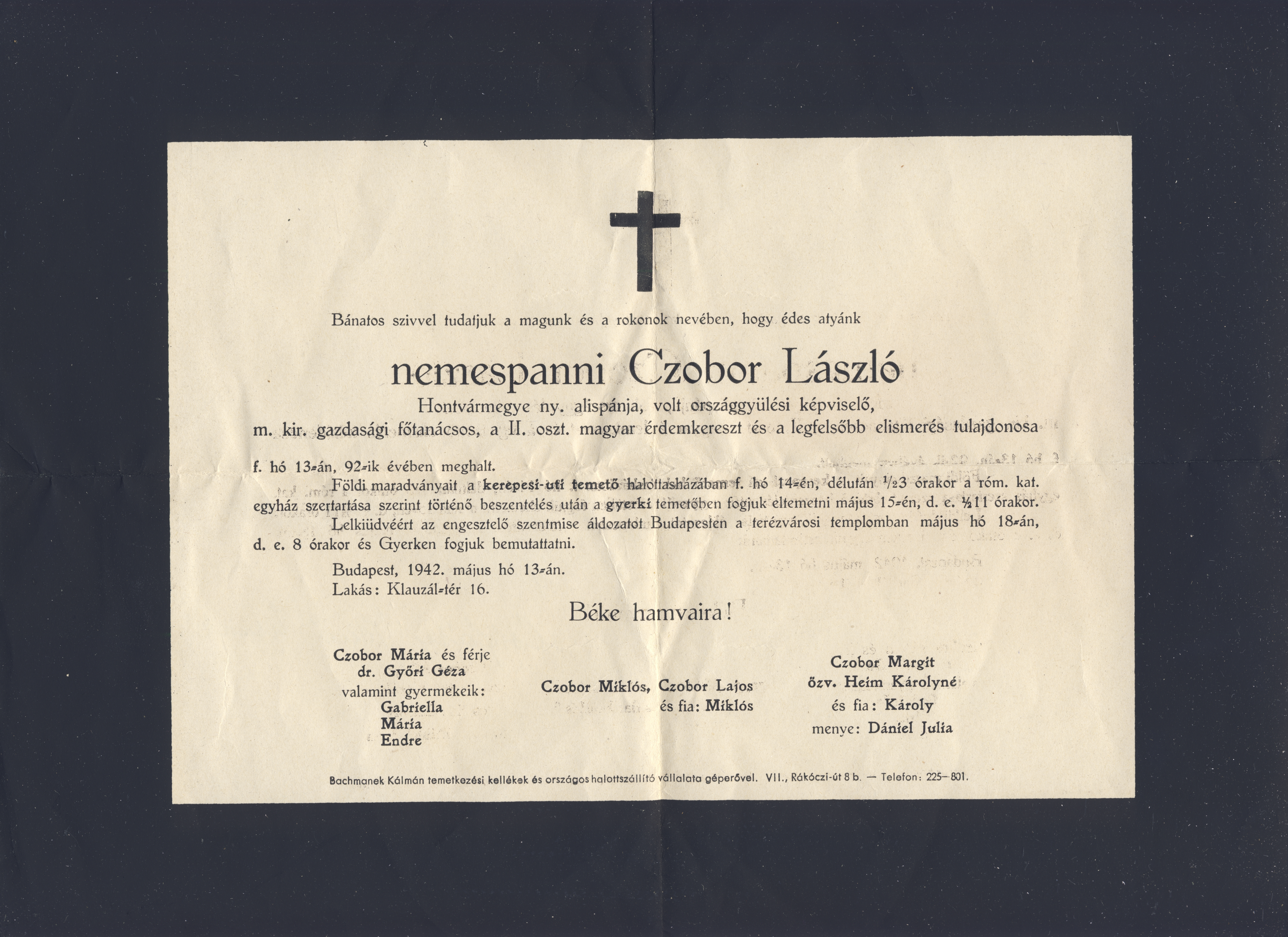
Gyászjelentése

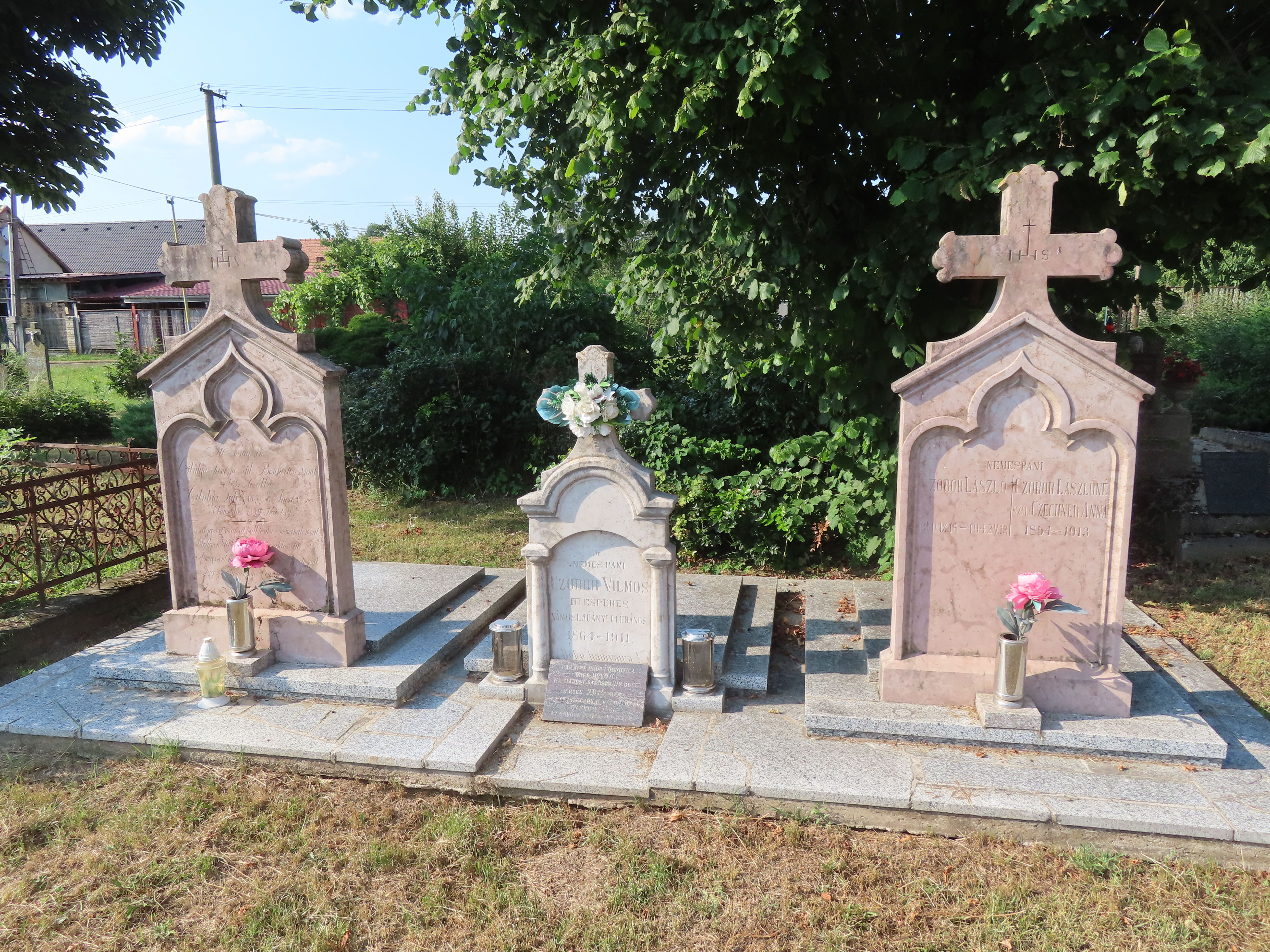
Sírhelye Gyerken

Nemespanni Czobor László (eredetileg Czibulya) (Gyerk, 1850. szeptember 16. – Budapest, 1942. május 11.) agrárpolitikus, alispán, országgyűlési képviselő, az Országos Magyar Kertészeti Egyesület elnöke.

## Élete
Apja Czibulya János (1816–1893) Gyerk község jegyzője, adópénztárnok, anyja Benkovics Anna (1815–1859). Felesége Czechner Anna (1854-1913) volt.
Jogi tanulmányait Pesten és Bécsben folytatta. 1875-ben Hont vármegye szolgálatába lépett. Előbb tiszteletbeli aljegyző, majd 1876-tól a Bozóki járás főszolgabírája, 1896-tól Hont vármegye alispánja lett, majd 1906-ban országgyűlési képviselő volt. 
1899. október 10-én Czibulya László Hont vármegye alispánja, Czibulya Gyula esztergomi hercegprímási uradalmi felügyelő és leszármazottaik valamint Czibulya Vilmos vámosladányi római katolikus plébános nevük "Czobor"-ra változtatása mellett "nemespanni" előnévvel magyar nemességet kaptak.
A Hontvármegyei Gazdasági Egyesület működtetésében gyümölcsészeti szakemberként vett részt. 1879-ben egy csábrági majálison alapította meg a Bozóki Járás Gyümölcstermesztő Egyletét. 1884-ben alakította meg a Felsőhontmegyei Gyümölfatenyésztő Egyletet. 1906-ban belépett az Országos Magyar Kertészeti Egyesületbe, ahol rövidesen alelnök, majd 1919-1932 között az Egyesület elnöke lett. Az intenzív, belterjes földművelés szószólója. A magyar kertészet, különösen a gyümölcstermesztés érdekében fontos irányító és szervező munkát fejtett ki. 
Írt néhány szakcikket a Honti Gazdába is.

## Művei
- 1915 Ötven évvel ezelőtt. Selmecbányai Hírlap XXV/52, 4-5 (december 26.)
- 1927 Honti históriák. Budapest.
- 1936 Hetven évvel ezelőtt. In: Selmeczbányaiak évkönyve. Budapest, 78.[6]